# 사나
사나(아랍어: صنعاء, Şan‘ā’ 사나[*], 영어: Sanaa)는 아라비아반도 남서부에 있는 예멘의 수도이다. 해발 약 2,350m의 누쿰산 서쪽 기슭에 자리잡고 있으며, 오랜 세월 동안 예멘 제1의 경제·정치·종교 중심지로 여겨졌다. 인구는 1,747,834명이고 면적은 126km2이다.
사나는 고원 지대에 위치해 있고, 몬순 영향을 받아 강수량도 많다. 시내에는 점토로 만든 벽돌 구조의 건물이 있고 아랍 문화가 현저하게 남아 있다. 이슬람교의 영향을 받은 도시이며 시내에는 이슬람교 대학이나 모스크가 많이 있다. 인구는 2012년 기준으로 약 200만 명이다. 사나 구 시가지는 세계유산에 등록되어 있다.

## 역사
세계에서 오랜 역사를 자랑하는 도시 가운데 하나로 여겨진다. 전설에 따르면 노아의 아들인 셈이 사나를 세웠다고 한다. 현재의 지명인 사나는 남아랍어로 "견고한 요새"를 뜻한다.
고대에는 '아잘'(Azal)이라고 불렀으며 3세기 중반에는 궁전, 요새 역할을 했던 굼단 궁전(Ghumdan)이 건설되었다. 이슬람교가 전파된 뒤에 칼리파 체제가 들어서면서 사나는 쇠퇴하게 된다. 1517년부터 1918년까지는 오스만 제국의 지배를 받았다.
1918년에는 오스만 제국에서 독립한 예멘 왕국의 수도가 되었다. 1948년에는 예멘 왕국이 수도를 타이즈로 이전했지만 1962년 예멘 아랍 공화국(북예멘)이 수립되면서 수도를 사나로 다시 이전했다. 1990년 북예멘이 남예멘(예멘 인민민주공화국)과의 통일이 된 뒤에도 사나는 예멘의 수도로 남았다. 2015년 2월에 후티 반군이 예멘의 수도인 사나를 점령하면서 예멘 정부는 아덴을 임시 수도로 정했다.

## 인구
| 연도 | 인구      | ±% p.a. |
| ---- | --------- | ------- |
| 1911 | 18,000    | —       |
| 1921 | 25,000    | +3.34%  |
| 1931 | 25,000    | +0.00%  |
| 1940 | 80,000    | +13.80% |
| 1963 | 100,000   | +0.97%  |
| 1965 | 110,000   | +4.88%  |
| 1975 | 134,600   | +2.04%  |
| 1981 | 280,000   | +12.98% |
| 1986 | 427,505   | +8.83%  |
| 1994 | 954,448   | +10.56% |
| 2001 | 1,590,624 | +7.57%  |
| 2004 | 1,748,000 | +3.19%  |
| 2005 | 1,937,451 | +10.84% |
| 2023 | 3,769,615 | +3.77%  |

## 기후
| Sanaa, Yemen의 기후                                                               | Sanaa, Yemen의 기후 | Sanaa, Yemen의 기후 | Sanaa, Yemen의 기후 | Sanaa, Yemen의 기후 | Sanaa, Yemen의 기후 | Sanaa, Yemen의 기후 | Sanaa, Yemen의 기후 | Sanaa, Yemen의 기후 | Sanaa, Yemen의 기후 | Sanaa, Yemen의 기후 | Sanaa, Yemen의 기후 | Sanaa, Yemen의 기후 | Sanaa, Yemen의 기후 |
| 월                                                                                | 1월                 | 2월                 | 3월                 | 4월                 | 5월                 | 6월                 | 7월                 | 8월                 | 9월                 | 10월                | 11월                | 12월                | 연간                |
| --------------------------------------------------------------------------------- | ------------------- | ------------------- | ------------------- | ------------------- | ------------------- | ------------------- | ------------------- | ------------------- | ------------------- | ------------------- | ------------------- | ------------------- | ------------------- |
| 역대 최고 기온 °C (°F)                                                            | 30 (86)             | 31 (88)             | 32 (90)             | 32 (90)             | 37 (99)             | 39 (102)            | 41 (106)            | 38 (100)            | 40 (104)            | 34 (93)             | 33 (91)             | 31 (88)             | 41 (106)            |
| 일평균 최고 기온 °C (°F)                                                          | 22.3 (72.1)         | 24.7 (76.5)         | 25.6 (78.1)         | 24.8 (76.6)         | 25.7 (78.3)         | 28.2 (82.8)         | 26.6 (79.9)         | 25.9 (78.6)         | 25.1 (77.2)         | 22.2 (72.0)         | 20.3 (68.5)         | 20.5 (68.9)         | 24.3 (75.8)         |
| 일일 평균 기온 °C (°F)                                                            | 12.6 (54.7)         | 14.1 (57.4)         | 16.3 (61.3)         | 16.6 (61.9)         | 18.0 (64.4)         | 19.3 (66.7)         | 20.0 (68.0)         | 19.6 (67.3)         | 17.8 (64.0)         | 15.0 (59.0)         | 12.9 (55.2)         | 12.4 (54.3)         | 16.2 (61.2)         |
| 일평균 최저 기온 °C (°F)                                                          | 3.0 (37.4)          | 3.6 (38.5)          | 7.0 (44.6)          | 8.5 (47.3)          | 10.4 (50.7)         | 10.5 (50.9)         | 13.4 (56.1)         | 13.3 (55.9)         | 10.6 (51.1)         | 7.9 (46.2)          | 5.5 (41.9)          | 4.4 (39.9)          | 8.2 (46.7)          |
| 역대 최저 기온 °C (°F)                                                            | −4 (25)             | −1 (30)             | 1 (34)              | 4 (39)              | 1 (34)              | 9 (48)              | 5 (41)              | 0 (32)              | 3 (37)              | 1 (34)              | −1 (30)             | −2 (28)             | −4 (25)             |
| 평균 강수량 mm (인치)                                                             | 5 (0.2)             | 5 (0.2)             | 17 (0.7)            | 48 (1.9)            | 29 (1.1)            | 6 (0.2)             | 50 (2.0)            | 77 (3.0)            | 13 (0.5)            | 2 (0.1)             | 8 (0.3)             | 5 (0.2)             | 265 (10.4)          |
| 평균 강우일수                                                                     | 2                   | 3                   | 4                   | 5                   | 5                   | 4                   | 4                   | 5                   | 3                   | 3                   | 2                   | 1                   | 41                  |
| 평균 상대 습도 (%)                                                                | 39.3                | 35.8                | 38.5                | 41.1                | 36.0                | 27.2                | 40.1                | 45.5                | 29.9                | 29.0                | 38.1                | 37.7                | 36.5                |
| 평균 일일 일조시간                                                                | 8                   | 8                   | 8                   | 9                   | 9                   | 8                   | 6                   | 7                   | 8                   | 9                   | 9                   | 8                   | 8                   |
| 출처 1: Climate-Data.org (altitude: 2259m), Weather2Travel (rainy days, sunshine) |                     |                     |                     |                     |                     |                     |                     |                     |                     |                     |                     |                     |                     |
| 출처 2: Climatebase.ru (humidity), Voodoo Skies (records)                         |                     |                     |                     |                     |                     |                     |                     |                     |                     |                     |                     |                     |                     |

## 사진

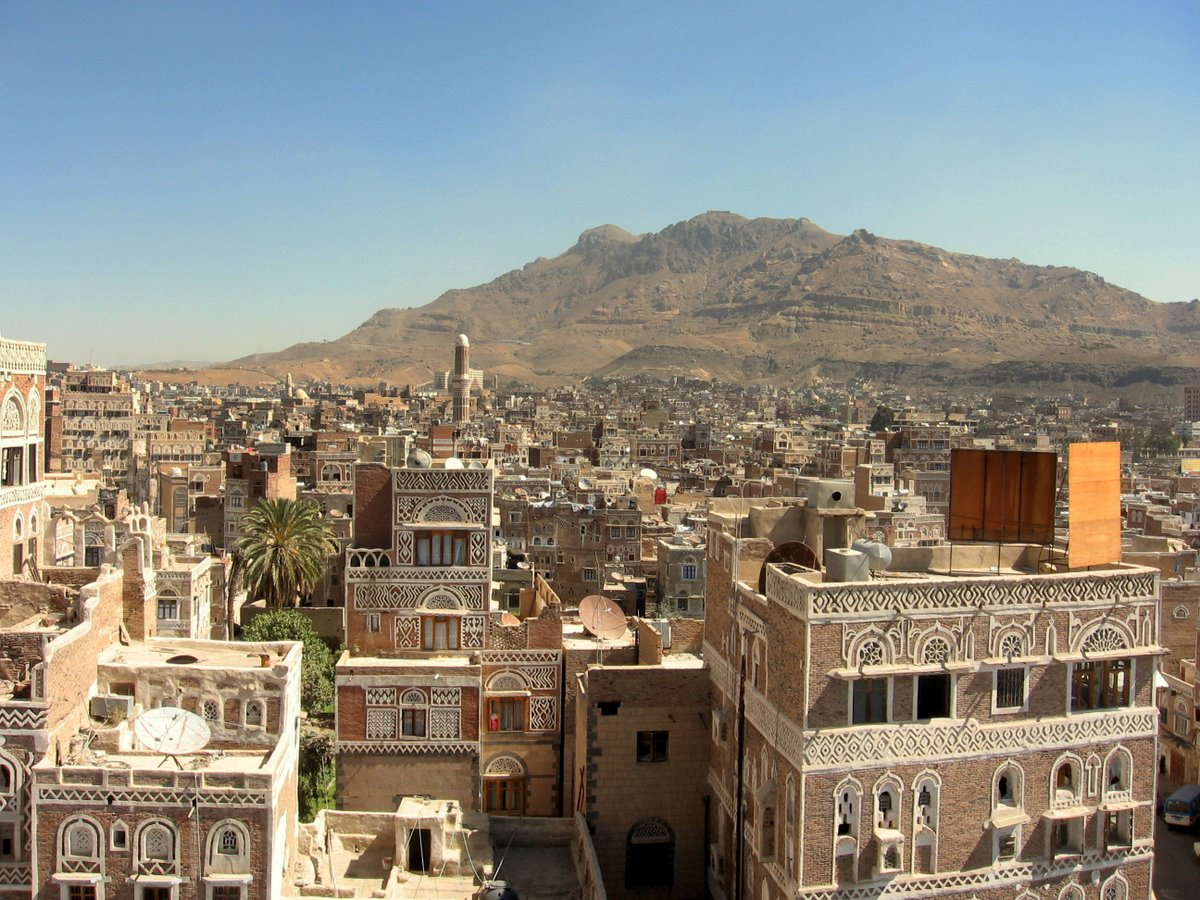
사나시가지
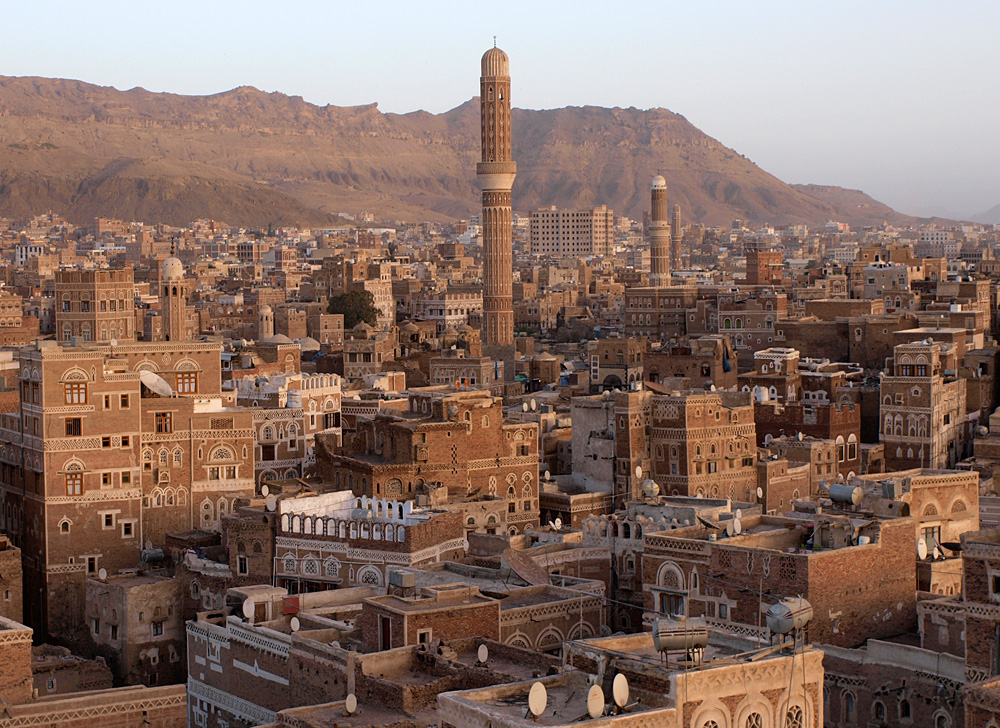
사나 구 시가지
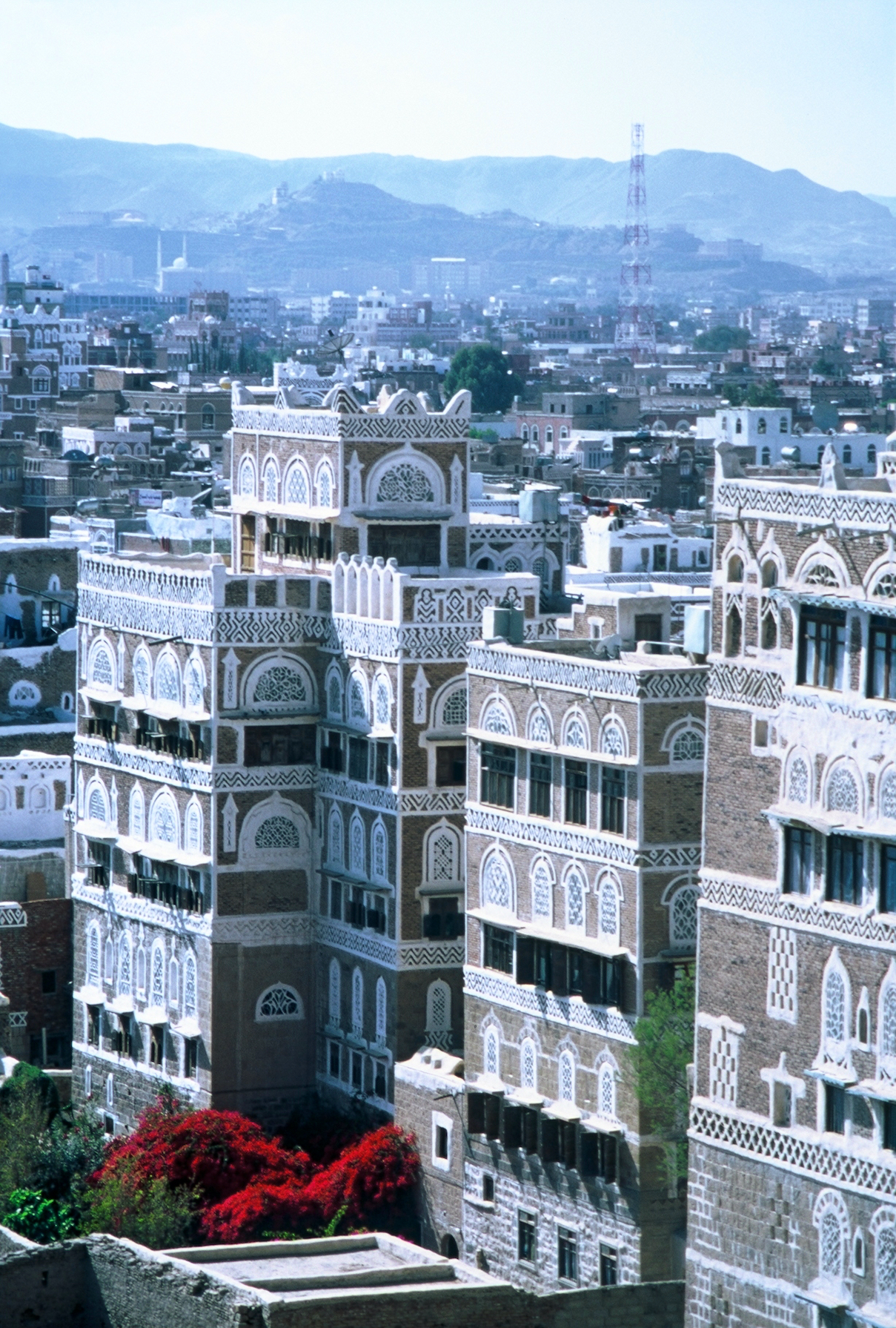
사나 구 시가지의 건축물들
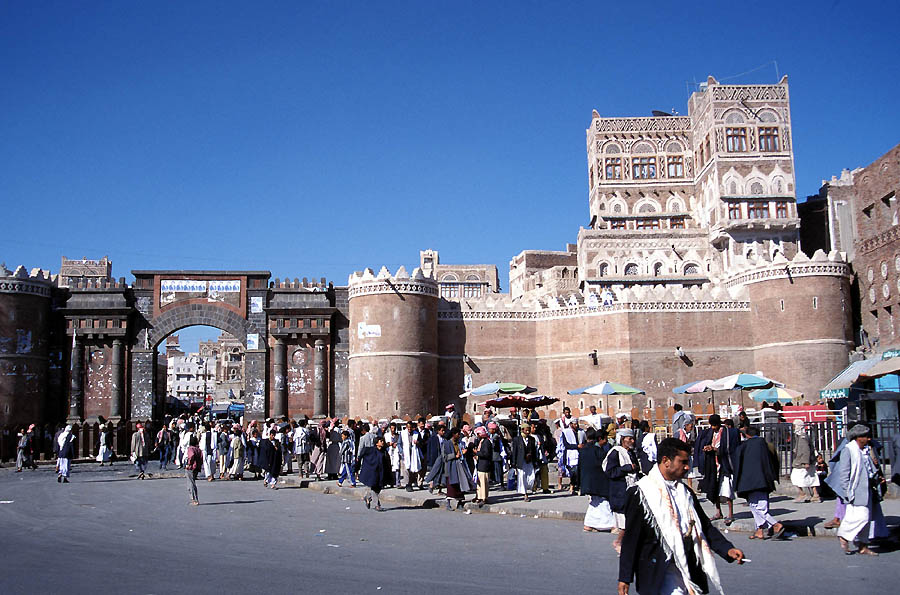
사나 구 시가지에 위치한 요새의 정문인 바브 알야만 (Bab al-Yaman, 예멘의 문)